# Anna Barańska (historyk)
Anna Barańska (ur. 4 września 1965 w Lublinie) – polska historyczka, nauczyciel akademicki, doktor habilitowany nauk humanistycznych, profesor KUL. 

## Życiorys
Absolwentka historii Katolickiego Uniwersytetu Lubelskiego (1989). Doktorat w 1996 (Kobiety w powstaniu listopadowym 1830-1831; promotor: Jan Ziółek) i habilitacja w 2009 (Między Warszawą, Petersburgiem i Rzymem. Kościół a państwo w dobie Królestwa Polskiego (1815-1830)) tamże. Obecnie jest pracownikiem Katedry Historii XIX wieku w Instytucie Historii Katolickiego Uniwersytetu Lubelskiego Jana Pawła II. Zajmuje się historią XIX wieku: Królestwem Polskim, powstaniem listopadowym. Jej badania skupiają się też na historii Kościoła, historii kobiet, dziejami Rosji, relacjami pomiędzy Watykanem a ziemiami polskimi w okresie zaborów oraz dyplomacją watykańską. Jest członkiem: Polskiego Towarzystwa Historycznego, Towarzystwa Naukowego KUL (członek korespondent od 2010), Komisji Historycznej Oddziału PAN w Lublinie (od 2009 sekretarz), Lubelskiego Towarzystwa Naukowego, Towarzystwa Badaczy i Miłośników Historii XIX wieku oraz Rady Naukowej Polskiego Słownika Biograficznego. W 2008 została uhonorowana Nagrodą „Przeglądu Wschodniego” w kategorii dzieł krajowych za książkę Między Warszawą, Petersburgiem i Rzymem. Kościół a państwo w dobie Królestwa Polskiego (1815-1830). 

## Wybrane publikacje
- Kobiety w powstaniu listopadowym 1830-1831, Lublin: TNKUL 1998.
- (redakcja) Polskie powstania narodowe na tle przemian europejskich w XIX wieku, red. Anna Barańska, Witold Matwiejczyk, Jan Ziółek, Lublin: TNKUL 2001.
- (redakcja) Ojczyzna i wolność: prace ofiarowane Profesorowi Janowi Ziółkowi w siedemdziesiątą rocznicę urodzin, red. Anna Barańska, Witold Matwiejczyk, Ewa M. Ziółek, Lublin: TNKUL 2000.
- (redakcja) Historia duszpasterstwa wojskowego na ziemiach polskich, red. J. Ziółek, A. Barańska, W. Matwiejczyk, D. Nawrot, E.M. Ziółek, Lublin 2004.
- Między Warszawą, Petersburgiem i Rzymem: Kościół a państwo w dobie Królestwa Polskiego (1815-1830), Lublin: Towarzystwo Naukowe Katolickiego Uniwersytetu Lubelskiego Jana Pawła II 2008.
- (redakcja) Narrata de fontibus hausta. Studia nad problematyką kościelną, polityczną i archiwistyczną ofiarowane Janowi Skarbkowi w siedemdziesiątą rocznicę urodzin, red. Anna Barańska, Witold Matwiejczyk, Lublin 2010.
- (redakcja) Powstanie listopadowe na Lubelszczyźnie. Wydarzenia, ludzie, źródła, red. Anna Barańska, Jan Skarbek, Lublin-Oświęcim 2013.
- (współautor) Narody, wyznania, emigracje, porównania, Warszawa: Wydawnictwo DiG 2015.